# Тукани
За друго значење види Тукан.
Тукани (лат. Ramphastidae) су породица птица која припада реду детлића (лат. Piciformes). Њихово име потиче од речи из тупи језика тукана. Породица Ramphastidae је најсличнија брадоњићима. Тукани живе у тропским пределима Јужне Америке, то јест у прашумама Бразила, Централне Америке и на карипским острвима. Има их од Мексика на северу до северне Аргентине на југу. Ретко кад се могу срести на надморској висини већој од 3.650 m.

## Изглед и карактеристике
Тукани су обично високи од 18 cm до 60 cm и тешки од 200 g до 500 g. Они живе у малим јатима и станују у гнезду.
Тукани углавном једу воће и имају велик јарко обојен кљун који је већи од њихове главе, а код неких тукана кљун је већи од једне трећине њиховог тела. Боја кљуна зависи од старости птице. Иако изгледају веома тешки због величине кљуна, они су заправо врло лагани јер танка рожната превлака прекрива шупљу унутрашњост кљуна, у којој су испреплетане бројне потпорне палице. Понекад се деси да им се кљун сломи, али неке птице успевају да преживе чак и кад им је велики део кљуна сломљен.
Перје тукана је шарено и постоје разне комбинације: црна са црвеном, жутом и белом; црна и зелена са жутом, црвеном и кестењастом итд. Не показују изражен полни диморфизам, осим код врста из рода Selenidera и неких арасарија.
Имају веома мала крила. Научници су после истраживања открили одакле потичу тукани. Највећа јата тукана се налазе на планинама Анда и бразилске реке Амазон. Њихов велики кљун служи да би дошли до хране. Имају два ножна прста напред и два назад. Имају такође кратке жућкасте ноге и веома разнобојно перје. Они су веома слични детлићима, јер могу да живе у рупама дрвећа и да ударају кљуном по њему. У свету постоји 37 врста тукана, а најпознатије врсте су токо тукан (лат. Ramphastots toco), прстенастокљуни тукан (лат. Ramphastos sulfuratus) и кувијеров тукан (лат. Ramphastos cuvieri). 
Токо тукани су јарке црно-беле боје са жутонаранџастим кљуном. Они су најнеобичнија врста тукана јер су веома слаби и једина су врста тукана чији је кљун дугачак једну трећину његовог тела. Тукани се препознају по живахној боји кљуна и такође тако ступају у везу. По томе се разликују од многих тропских птица. Воле да испуштају веома непријатне звуке, то јест врло непријатан крик. Мало је познато о њиховом пореклу и начину развитка.

## Исхрана
Хране се углавном воћем, али такође и инсектима и кичмењацима; неке врсте активно лове гуштере, змије, птиће и птичја јаја. Током пљачкања гнезда велики кљун престраши родитеље птића и они не нападају тукана; у напад крећу тек када тукан одлети и покаже своја незаштићена леђа. Кљун туканима омогућава и да буду доминантни у односу на друге птице које се хране воћем. Имају дуг језик и назубљен кљун и често су им голи делови коже на лицу јарко обојени. Неке врсте тукана бледих очију имају тамне шаре испред и иза црне зенице, па због тога изгледа као да имају водоравни прорез.

## Размножавање
Тукани се гнезде у шупљинама дрвећа, а неке врсте преузимају и напуштена гнезда детлића и барбета, или их понекад отерају и прошире рупу. Женка тукана, после парења са мужјаком може излећи 15-30 јаја. Јаја тукана се излегу 15-18 дана после легања. Она су бела и веома чврста тако да заштите младунче. Након излегања, младунци су потпуно голи, без перја. Они остају у гнезду 40-60 дана, а хране их оба родитеља.

## Класификација
Име ове групе птица је изведено из тупијске речи tukana или гуаранске речи tukã,, преко португалског језика. Породица обухвата тукане, аракаре и туканете; даљи рођаци су разне фамилије барбета и детлићаs у подреду Pici.
Фамилија тукана обухвата следеће родове:
- - зелени тукани (6—15 врста, зависно од поделе)[8][9]
- - двобојни тукани (6 врста)[10][11][12]
- - планински тукани (4 врсте)[13][14]
- - арасарији (14 врсте)
- - обични тукани (око 8 врста)

## Распрострањеност и станиште
Тукани су пореклом из Неотропа, од јужног Мексика, преко Централне Америке, до Јужне Америке на југу до северне Аргентине. Углавном живе у равничарским тропима, али планинске врсте из рода Andigena достижу умерену климу на великим надморским висинама у Андима и могу се наћи све до линије дрвећа.
Тукани су углавном шумске врсте и ограничене су на примарне шуме. Они улазе у секундарне шуме да би се хранили, али су ограничени на шуме са великим старим дрвећем које има довољно велике рупе за размножавање. Тукани имају ограничења у погледу распрострањења, посебно преко воде, и нису стигли до Западне Индије. Једини живи тукан који није у шуми је токо тукан, који се налази у савани са шумским деловима и отвореним шумама.

## Понашање и екологија
Тукани су веома друштвени и већина врста се углавном јавља у групама до 20 или више птица. Парови се могу повући из група током сезоне парења, а затим се вратити са својим потомцима након сезоне парења. Веће групе се могу формирати током јаких падавина, миграције или око посебно великог воћног дрвета.
Тукани често проводе време борећи се са својим кљуновима, јурећи и дозивајући, током дугог времена које је потребно да се воће свари. Ова понашања могу бити повезана са одржавањем везе у пару или успостављањем хијерархије доминације, али време варења воћа, које може да потраје и до 75 минута током којих тукан не може да се храни, обезбеђује ово друштвено време.

### Дијета
Тукани су првенствено плодоједи (једу воће), али су опортунистички свеједи и узимају плен као што су инсекти, мање птице и мали гуштери. Пријављено је да тукани у заточеништву активно лове инсекте у својим кавезима, а могуће је држати тукане на исхрани само инсектима. Они такође пљачкају гнезда мањих птица, узимају јаја и младунчад. Ово вероватно обезбеђује кључни додатак протеина њиховој исхрани. Свакако, осим што су систематски грабљиви, као и плодоједи, попут многих птица свеједа, посебно преферирају животињску храну за исхрану својих пилића. Међутим, у свом распону, тукани су доминантни плодоједи и као такви имају изузетно важну еколошку улогу као вектори за ширење семена плодоносних стабала.

## Однос са људима
Тукани су, због свог јединственог изгледа, међу најпопуларнијим и најпознатијим птицама на свету. Широм њиховог родног подручја ловили су их ради хране и такође су држани као кућни љубимци, а њихово перје и кљунови су коришћени за украсе. На неким местима свако ко открије гнездо сматра се његовим власником и има право да продаје птице у њему. У западном свету их је први популаризовао Џон Гулд који је посветио два издања детаљној монографији породице. Сазвежђе Тукана, које садржи већину Малог Магелановог облака, добило је име по тукану.
Породица је истакнуто коришћена у оглашавању. Током 1930-их и 1940-их рекламирање Гиниса (пива) је представљало тукана, јер је црно-бели изглед птице одражавао јако пиво. Тукан из цртаног филма, Тукан Сам, дуго се користио као маскота житарица за доручак Фрут Лупс, и тукан је маскота Бразилске социјалдемократске партије; чланови њене странке се због тога називају туканоси.
Тукани су такође коришћени у популарним медијима. Они су коришћени као главни ликови у Тукан Текс, британском телевизијском цртаном филму из 1992. о двојици детектива по имену Зипи и Зак. У Дори истраживачу, лик Сењор Тукан је тукан који говори шпански и повремено даје савете Дори и њеним пријатељима. Тука, антропоморфни насловни лик емисије Тука & Берти из 2019. је тукан, и пратилац песме дрозд Берти. У Нинтендо 3ДС игри из 2016. Pokémon Sun and Moon, Покемон Тоуканон и његове претходне еволуције су направљене по узору на Токо Тукана.

## Галерија
- Ramphastots toco
- Ramphastos dicolorus
- Ramphastos ariel
- Ramphastos ambiguus
- Ramphastos tucanus
- Ramphastos sulfuratus